# 스피리돈 루이스
스피리돈 루이스(그리스어: Σπυρίδων "Σπύρος" Λούης, 1873년 1월 12일 ~ 1940년 3월 26일)은 1896년 아테네 올림픽 마라톤에서 최초로 우승한 그리스의 마라톤 선수이다. 간혹 이름을 Spyros, 성을 Loues라고 쓰는 경우도 있다.

## 생애
루이스는, 현재의 아테네 교외의 마루시의 궁핍한 가정에서 태어났다. 루이스의 아버지는 샘물을 퍼서 아테네에 옮겨 팔고 있어 루이스는 운반을 돕고 있었다. 1896년에 마라톤에 참가하였다.
1894년에 올림픽이 부활하는 것이 결정된 후, 아테네 근처에 사는 건장한 청년들이 마라톤에 참가하였다. 13명의 그리스 대표와 4명의 외국 대표가 참가하였는데, 루이스는 2시간 58분 50초의 기록으로 마라톤을 완주하였다. 그는 이 경기 후에 그리스의 국민적인 영웅으로 떠올라 엄청난 특권을 받았는데, 그 중 유명한 것이 귀금속을 무료로 받을 수 있고, 이발소에서 무료로 수염을 깎을 수 있는 등, 여러가지의 특권이 있었다. 이 대회 이후로 다시 선수로 달리지 않고, 농부, 경찰관으로 조용히 살았다.
1926년에 루이스는 군근무 시대에 문장을 위조했다고 고발되어 투옥되었다. 그러나 1년 후에 무죄로 여겨져 석방되었다. 석방된 이유는 여러 신문들이 국가의 영웅인 루이스는 그러한 시시한 죄를 범하는 일이 있을 리도 없다고 하여서 석방되었다. 이 말은 루이스가 경기의 30년 후에도 여전히 유명인인 것을 증명하고 있다.
1936년에 베를린 올림픽에 초대되었는데 아돌프 히틀러에게 올림푸스산의 올리브의 작은 가지를 수여하였다.
제2차 세계 대전 때 독일이 그리스에 침공하기 수 주일 전에 루이스는 고향인 마루시에서 사망하였다. 그 후 2004년 아테네 올림픽에서는 메인 스타디움도 루이스의 이름이 붙여졌다.